# Los Ruiseñores, Michoacán de Ocampo
Los Ruiseñores är en ort i Mexiko.   Den ligger i kommunen Tarímbaro och delstaten Michoacán de Ocampo, i den södra delen av landet, 210 km väster om huvudstaden Mexico City. Los Ruiseñores ligger 1 935 meter över havet och antalet invånare är 116.
Terrängen runt Los Ruiseñores är platt österut, men västerut är den kuperad. Terrängen runt Los Ruiseñores sluttar norrut. Runt Los Ruiseñores är det ganska tätbefolkat, med 70 invånare per kvadratkilometer. Närmaste större samhälle är Morelia, 11,0 km sydväst om Los Ruiseñores. I omgivningarna runt Los Ruiseñores växer huvudsakligen savannskog.